# ضربان (آلبوم)
«ضربان» (به انگلیسی: Beat) آلبومی از گروه موسیقی پراگرسیو راک کینگ کریمسون است که در سال ۱۹۸۲ میلادی منتشر شد.